# János Szabó (Rennfahrer)
János „Bregyó“ Szabó (* 13. August 1957 in Budapest; † 15. Januar 2025) war ein ungarischer Motorradrennfahrer.

## Werdegang
János Szabó war ein entfernter Verwandter von László Szabó, der in den 1960er- und 1970er-Jahren unter anderem für MZ in der Motorrad-Weltmeisterschaft startete. Sein Vater war im Motocross aktiv. Szabó schloss sich in jungen Jahren dem Budapester Motorsportclub Zalka Máté Motoros Klub an, dem fast alle ungarischen Spitzenfahrer angehörten. Er studierte Sport und war Hobby-Modellflugzeugbauer.
Zu Beginn seiner Karriere wurde Szabó Ungarischer Meister bei den Serienmaschinen. Ab Ende der 1970er-Jahre gehörte er der ungarischen Nationalmannschaft an und trat bei den Rennveranstaltungen des Ostblocks in Erscheinung. Im Jahr 1983 wurde er Dritter beim 250-cm³-Lauf um den Großen Preis der DDR auf dem Sachsenring in Hohenstein-Ernstthal und hinter seinem Landsmann Lajos Hársfai Zweiter beim Schleizer Dreieckrennen. Unter anderem durch einen weiteren dritten Platz auf dem Frohburger Dreieck sicherte sich Szabó 1983 den Gesamtsieg im Pokal für Frieden und Freundschaft.
Insbesondere in der zweiten Hälfte der 1980er-Jahre zählte Szabó zu den Spitzenfahrern des Ostblocks. Unter anderem feierte er in der Viertelliterklasse 1985, 1987 und 1988 Siege auf dem Sachsenring sowie 1986 und 1987 in Schleiz. 1987 gewann er zum zweiten Mal den Pokal für Frieden und Freundschaft.
Mit einer Körpergröße von 1,63 m war Szabó insbesondere für die leichten Maschinen der kleinen Hubraumklassen prädestiniert. In den Jahren 1988 und 1989 bestritt er in der 80-cm³-Klasse auf Krauser insgesamt neun Grands Prix in der Motorrad-Weltmeisterschaft. Sein bestes Resultat hierbei war der zwölfte Platz beim Großen Preis von Deutschland 1989 auf dem Hockenheimring. Außerdem wurde er 1988 hinter dem Bulgaren Bogdan Nikolow Vize-Europameister in der 80-cm³-Klasse.
Nachdem er seine aktive Karriere verletzungsbedingt im Jahr 1990 hatte beenden müssen, engagierte sich Szabó für ungarische Nachwuchsrennfahrer und half ihnen beim Einstieg in den Rennsport. Er starb am 15. Januar 2025 nach kurzer schwerer Krankheit im Alter von 67 Jahren.